# アレキサンダー・ラッセル (博物学者)
アレキサンダー・ラッセル（Alexander Russell、1715年頃 – 1768年）は、スコットランドの医師、博物学者である。

## 略歴
エディンバラで生まれた。父親は有名な法律家で、異母弟にインドの爬虫類の研究で知られるパトリック・ラッセルらがいる。エディンバラ大学で医学を学んだ。1740年にロンドンに出て、その年、アレッポのイギリスの会社で医師として働くためにアレッポに渡り、医師として現地の首長の信頼を得た。アレッポでアラビア語を学んだ。1950年に弟のパトリックもアレッポで働き始め、1953年にアレキサンダーがイギリスに戻った後、その仕事を継いだ。
同窓の医師で植物収集家のジョン・フォザーギルにアレッポに薬用植物のヒルガオの種を送り、これはイギリスでの栽培に成功した。その他に イチゴノキ属のArbutus Andrachneなどの植物もフォザーギルの植物園にもたらした。フォザーギルの勧めで、1755年に「アレッポの自然史」（Natural History of Aleppo）を出版した。1756年に王立協会のフェローに選ばれた。1760年に王立内科医協会の開業資格を得、クラスゴー大学から学位（M.D.）を取得した。セントトーマス病院でその後、働いた。

## 著作
- Testamen Medicum et Medicastrorum audacitate. Edin. 1709, 8vo.
- The Natural History of Aleppo. Lond. 1756, 4to. 2d edition revised, enlarged, and illustrated with Notes, by his brother, Patrick Russell, M.D. Lond. 1794, 2 vols. 4to. This valuable history has been translated into different European languages.
- Of a remarkable Marine Production. Phil. Trans. 1762, Abr. xi. 635. Vorticella Ovifera Lin.
- Letter describing the Scammony Plant. Med. Obs. And Inq. i. p. 12, 1755.
- Account of two Paralytic Cases. Ib. p. 296.
- Cases of Lues Venerea cured by a solution of Corrosive Sublimate. Ib. ii. p. 88.
- Of several Hydatids discharged with the Urine. Ib. iii. p. 146. 1767.
- Experiments made with the Decoction of Mezereon in Venereal Nodes. Ib. p. 189.
- Case of almost universal Emphysema. Ib. p. 397.
- An Essay on his Character. Lond. 1770, 4to.